# Sadamichi Kajioka
Sadamichi Kajioka (梶岡 定道), né le 18 mai 1891 et mort le 12 septembre 1944, est un amiral de la marine impériale japonaise pendant la Seconde Guerre mondiale. Il a notamment commandé les forces japonaises impliquées pendant la bataille de l'atoll de Wake.

## Biographie
Originaire de la préfecture d'Ehime, Kajioka sort diplômé de la 39e promotion de l'Académie navale impériale du Japon en 1911, classé 6e sur 138 cadets. Il servit en tant qu'aspirant sur les croiseurs Aso et Tokiwa, puis enseigne de vaisseau à bord de l'Akitsushima. Après une formation dans la navigation et sa promotion de lieutenant, il sert en tant que navigateur en chef à bord des Kiso, Chikuma (en) et Kasuga. Kajioka est promu lieutenant-commandant en 1924, et est affecté en tant que navigateur en chef sur les croiseurs Asama, Nachi et le cuirassé Mutsu.
Kajioka reçut son premier commandement d'un navire de guerre le 1er décembre 1935 lorsqu'il fut promu au grade de capitaine sur le Nagara. Il commanda ensuite le Kasuga et le Kiso.
Kajioka est promu contre-amiral le 15 novembre 1940. Au début de la guerre du Pacifique, Kajioka commandait la force d'invasion de l'île de Wake, composée de la 18e division de croiseurs (Tenryū, Tatsuta, Yubari), des 29e (Hayate, Oite) et 30e division de destroyers (Kisaragi, Mochizuki, Mutsuki, Yayoi) et des transports des Forces navales spéciales de débarquement no 2 Maizuru.
Croyant à tort que la totalité des défenses de l'île fut anéantis par les bombardements aériens, ses forces subirent de lourdes pertes lors de la première phase de la bataille de l'atoll de Wake, avant d'être obligées de battre en retraite. Les destroyers Hayate et Kasaragi furent coulés et le Yubari fut touché à 11 reprises par des obus tirés par l'United States Marine Corps. Ce fut premier revers japonais de la guerre et la seule tentative de débarquement qui échoua lors de la Seconde Guerre mondiale. Mais malgré ce cuisant échec, il n'est pas relevé par le commandement naval japonais, lui permettant alors une deuxième tentative de débarquement. Ce deuxième assaut, renforcé par 1 500 hommes supplémentaires, des croiseurs lourds et les porte-avions Sōryu et Hiryū, confortera la victoire japonaise face à des forces américaines largement inférieure en nombre.
Kajioka fut alors chargé en mars 1942 de commander l'invasion de Lae, en Nouvelle-Guinée. Il échappa de peu au désastre lorsque la marine américaine lança une contre-attaque à travers la chaîne Owen Stanley, endommageant de nombreux navires de la flotte d'invasion. Heureusement pour les japonais, leurs troupes et équipements avaient été débarqués peu avant l'attaque.
Kajioka participe à la bataille de la mer de Corail en mai 1942 en tant que commandant de la force d'invasion de Port Moresby. Cependant, l'invasion est annulée avant que les troupes ne puissent être débarquées. Kajioka fut convoqué au Japon et placé en réserve de la fin de 1942 à début de 1944. Il fut néanmoins rappelé et reçut le commandement de la 6e division d'escorte le 8 avril 1944. En avril et mai, il commanda le convoi Take Ichi qui subit de lourdes pertes en transportant deux divisions de l'armée de la Chine vers la Nouvelle-Guinée.
Kajioka fut tué au combat le 12 septembre 1944 lorsque son destroyer Shikinami fut torpillé par USS Growler à l'est de Hainan. Il fut promu à titre posthume vice-amiral.